# Štíty
Štíty település Csehországban, Šumperki járásban. Štíty Bušín, Jedlí, Horní Studénky, Písařov, Drozdov, Jakubovice, Horní Heřmanice, Výprachtice, Červená Voda és Cotkytle településekkel határos. Lakosainak száma 1946 fő (2024. január 1.).

## Népesség
A település lakosságának változását az alábbi diagram mutatja:
| Lakosok száma | 4496 | 3887 | 3173 | 1821 | 1883 | 2007 | 2039 | 2021 | 1913 | 1946 |
|               | 1869 | 1900 | 1921 | 1961 | 1980 | 2011 | 2016 | 2019 | 2021 | 2024 |